# Мэсси-Эллис, Шан
Шан Мэсси-Эллис MBE (англ. Sian Louise Massey-Ellis, родилась 22 октября 1985 в Ковентри) — английский футбольный судья, обслуживающий матчи чемпионата Англии как среди мужчин, так и среди женщин. В Премьер-лиге работает лайнсменом или резервным судьёй, обслуживает матчи Кубка Футбольной лиги, Женской Лиги чемпионов УЕФА. В листе судей ФИФА находится с 2010 года, обслуживала отборочные матчи чемпионата мира среди женщин 2011. Проживает в Ковентри, по профессии — учитель физкультуры.

## Биография

### Карьера в Англии
В мае 2009 года Мэсси-Эллис дебютировала на правах резервного судьи в финале Кубка Англии среди женщин на стадионе Прайд Парк между «Арсеналом» и «Сандерлендом» (победа «Арсенала» 2:1). В мужском сезоне 2009/2010 Шан пять раз выходила на поле как резервный судья и пять раз как боковой судья. Первый матч мужских команд она обслужила 29 августа 2009 между «Херефорд Юнайтед» и «Порт Вейл».
11 февраля 2010 Мэсси-Эллис обслужила финал Кубка женской Английской Премьер-Лиги между «Лидс Юнайтед» и «Эвертон» на Спортленд Стэдиум. Дважды Мэсси вынуждена была разбирать спорные моменты: третий гол, забитый «Лидсом» в первом тайме, она отменила из-за нарушения правил против вратаря «Эвертона», а в конце первого тайма не назначила пенальти в пользу «Эвертона». «Лидс Юнайтед Ледис» всё же выиграл 3:1 и завоевал свой первый Кубок Англии в истории.
С марта 2010 года Мэсси-Эллис получила статус профессионала, вступив в Совет профессиональных судей и получив право обслуживать матчи Премьер-лиги. Первую игру она провела 28 декабря 2010 как ассистент, обслуживая игру «Блэкпула» и «Сандерленда» («Блэкпул» выиграл 2:0 в гостях). С августа 2011 года она состоит в Избранной группе судей Премьер-Лиги.
В канун Нового 2017 года Шан Мэсси-Эллис награждена орденом Британской империи за заслуги перед футболом.

### Скандалы

#### Сексистский скандал
22 января 2011 Шан Мэсси-Эллис судила матч между «Ливерпулем» и «Вулверхэмптоном». Перед игрой комментаторы Ричард Киз, Энди Бёртон и Энди Грей (Киз и Грей работали на канале Sky Sports) язвительно высказались о возможностях Шан судить матч Премьер-Лиги: никто не подозревал, что микрофон не выключен. Так, прозвучали следующие слова:
|            | Somebody better get down there and explain offside to her. |  | Кто-нибудь, спуститесь вниз и объясните ей, что такое офсайд. |  |
| Ричард Киз |                                                            |  |                                                               |  |

|           | Can you believe that? A female linesman. Women don’t know the offside rule. |  | Вы в это верите? Женщина-лайнсмен. Женщины даже не знают правило офсайда. |  |
| Энди Грей |                                                                             |  |                                                                           |  |

|            | Course they don’t. I can guarantee you there will be a big one today. Kenny will go potty. |  | Конечно, нет. Я вам гарантирую — сегодня будет большая заварушка, и Кенни обосрётся. |  |
| Ричард Киз |                                                                                            |  |                                                                                      |  |

Несмотря на эти оскорбительные высказывания, Шан справилась со своей задачей: «Ливерпуль» выиграл 3:0, причём на 36-й минуте она решилась засчитать гол Фернандо Торреса. После игры телекомпанию Sky обвинили в необоснованной критике девушки-судьи, вследствие чего Энди Грей и Ричард Киз покинули телеканал (Грей был уволен, а Киз ушёл сам под давлением общественности). Энди Бёртон был также уволен, но вскоре вернулся на Sky Sports. Сама Шан обрела популярность среди болельщиков, а директор Футбольной ассоциации по развитию женского футбола Келли Симмонс назвала её «храброй» и «образцом для подражания».
В целях безопасности Шан была временно отстранена от судейства матчей решением Футбольной ассоциации и не обслуживала игру Второй лиги между «Кру Александра» и «Брэдфорд Сити» от 25 января, чтобы не нарваться на угрозы и выходки фанатов. Аналогично ей пришлось пропустить игру в Северной Конференции «Корби Таун»—"Иствуд Таун" 29 января, хотя руководство «Корби Таун» просило ассоциацию сделать исключение, поскольку о приезде Мэсси было уже объявлено по телевидению.
5 февраля Мэсси вернулась на поле, обслужив матч Второй лиги «Честерфилда» и «Олдершот Тауна». 12 февраля она уже судила свой третий матч в Премьер-Лиге между клубами «Блэкпул» и «Астон Вилла»: главным судьёй был Ховард Уэбб. Но даже там не обошлось без скандала: фанаты часто на трибунах пели неприличные песни в адрес женщины-судьи.

#### Происшествия на матчах
2 мая 2011 в матче команд «Кардифф Сити» и «Мидлсбро» игрок из Кардиффа Кевин Макнотон на полной скорости врезался в Шан, уронив её на поле. Несмотря на падение, Шан встала и продолжила судить. Футбольная ассоциация Англии расценила произошедшее как случайность. Хотя болельщики требовали дисквалификации Макнотона, агент игрока Джон Виола заявил, что Макнотону не за что извиняться.

### Международные матчи
Ещё на правах четвёртого судьи Мэсси обслуживала матчи сборных: 20 апреля 2006 она была заявлена как четвёртый, резервный судья, на матч сборных Англии и Австрии в рамках квалификации на чемпионат мира 2007 года (Англия выиграла 4:0). В сентябре 2007 года Мэсси уже была боковым судьёй в матче своей сборной против Дании (победа англичанок 2:1). В 2009 году на чемпионате Европы она также была резервным судьёй. Также ей довелось обслуживать квалификационные матчи к чемпионату мира 2011 года в зоне УЕФА на правах бокового судьи: Норвегия-Украина (2:0), Швеция-Чехия (1:0) и Бельгия-Азербайджан (11:0).